# Bari Weiss
Bari Weiss (25 de março de 1984) é uma jornalista, escritora e editora norte-americana. Ela foi editora de opinião e resenha de livros no The Wall Street Journal (2013–2017) e editora de opinião e escritora sobre cultura e política no The New York Times (2017–2020). Desde 1º de março de 2021, ela trabalha como colunista regular do jornal diário alemão Die Welt.

## Biografia
Weiss frequentou a Universidade de Columbia em Nova York, graduando-se em 2007. Ela fundou a Columbia Coalition for Sudan em resposta à Guerra em Darfur. Weiss foi a editora fundadora de 2005 a 2007 da The Current, uma revista da Columbia para política, cultura e assuntos judaicos.

### Alunos da Columbia pela liberdade acadêmica
Como estudante em Columbia, Weiss teve um papel ativo na controvérsia Columbia Unbecoming. Após o lançamento do filme Columbia Unbecoming no outono de 2004, alegando intimidação em sala de aula de estudantes pró-Israel por professores pró-palestinos, ela co-fundou Columbians for Academic Freedom (CAF) junto com Aharon Horwitz, Daniella Kahane e Ariel Beery. Weiss disse que se sentiu intimidada pelo professor Joseph Massad em suas palestras, e ela achava que ele passava muito tempo falando sobre sionismo e Israel para um curso sobre todo o Oriente Médio.
Em resposta ao lançamento do filme, a Columbia montou um comitê para examinar as alegações. O comitê criticou Massad, mas enfatizou a falta de civilidade no campus, inclusive de estudantes pró-Israel que assediaram alguns de seus professores. Weiss criticou o comitê por seu foco em queixas individuais, sustentando que os alunos foram intimidados por causa de seus pontos de vista.

### Carreira
Em 2007, Weiss trabalhou para o Haaretz e The Forward. No Haaretz, ela criticou a promoção da antropóloga do Barnard College Nadia Abu El-Haj por causa de um livro que Weiss alegava caricaturar arqueólogos israelenses. De 2011 a 2013, Weiss foi editora sênior de notícias e política da Tablet.

#### 2013–2017:The Wall Street Journal
Weiss foi editora de opinião e editora de resenhas de livros no The Wall Street Journal de 2013 a abril de 2017. Ela saiu após a saída do vencedor do Prêmio Pulitzer e vice-editor Bret Stephens, para quem ela havia trabalhado, e se juntou a ele no The New York Times.

#### 2020: Renúncia doThe New York Times
Em 2017, como parte de um esforço do The New York Times para ampliar o alcance ideológico de sua equipe de opinião após a posse do presidente Trump, o editor de opinião James Bennet contratou Weiss como editora de opinião e escritora sobre cultura e política. Durante seu primeiro ano no jornal, ela escreveu artigos de opinião defendendo a mistura de influências culturais, algo ridicularizado pelo que ela chamou de "esquerda estridente" como apropriação cultural. Ela criticou os organizadores da Marcha das Mulheres de 2017, que protestaram contra a posse do presidente Trump por suas "ideias e associações arrepiantes", destacando particularmente vários indivíduos que ela acreditava terem feito declarações antissemitas ou antissionistas no passado. Seu artigo sobre a Chicago Dyke March, afirmando que a interseccionalidade é um "sistema de castas, no qual as pessoas são julgadas de acordo com o quanto sua casta particular sofreu ao longo da história", foi condenado pela dramaturga Eve Ensler, criadora dos Monólogos da Vagina, por entender mal o trabalho da política interseccional. Outras fontes condenaram o artigo por entender fundamentalmente mal a definição de interseccionalidade.
Weiss anunciou sua saída do The New York Times em 14 de julho de 2020, publicando uma carta de demissão em seu site criticando o Times por capitular às críticas no Twitter e por não defendê-la contra o suposto bullying de seus colegas. Weiss acusou seu ex-empregador de "discriminação ilegal, ambiente de trabalho hostil e demissão construtiva".
Sua saída voluntária do Times atraiu considerável cobertura de notícias depois de acusar o Times de "ceder aos caprichos dos críticos no Twitter". Em sua carta, Weiss disse: "As histórias são escolhidas e contadas de forma a satisfazer o público mais restrito, em vez de permitir que um público curioso leia sobre o mundo e tire suas próprias conclusões". Ela também escreveu: "O Twitter não está no cabeçalho do The New York Times, mas o Twitter se tornou seu editor final".
A partir de 2020, Weiss ocasionalmente escrevia artigos para o jornal alemão Die Welt. Desde 1º de março de 2021, ela trabalha como editora colaboradora do Die Welt.

#### 2021: lançamento do Substack
Em janeiro de 2021, Weiss lançou um boletim informativo Substack.

## Ideologia política
De acordo com o The Washington Post, Weiss "retrata-se como uma liberal desconfortável com os excessos da cultura de esquerda" e procurou "se posicionar como uma liberal razoável preocupada com o fato de as críticas da extrema esquerda sufocarem a liberdade de expressão". AVanity Fair descreveu Weiss como "uma provocadora". A Agência Telegráfica Judaica disse que sua escrita "não se presta facilmente a rótulos". Weiss foi descrita como conservadora pelo Haaretz, The Times of Israel, The Daily Dot e o Business Insider. Em uma entrevista com Joe Rogan, ela se descreveu como uma "centrista de esquerda".

## Prêmios
- 2018: Prêmio Bastiat da Reason Foundation, que homenageia a escrita que "melhor demonstra a importância da liberdade com originalidade, sagacidade e eloquência".[18]
- 2019: Prêmio Nacional do Livro Judaico na Vida e Prática Judaica Contemporânea para Como Combater o Antissemitismo[41][42]